# Buddhism
Buddhism är en religion baserad på den undervisning och den lära som tillskrivs Siddharta Gautama Buddha. Buddhismen uppstod någon gång under perioden från 500-talet till 300-talet f.Kr. i södra delen av Nepal, nuvarande Lumbini, Nepal. Den spreds sedan i östra Asien och kom att blandas med många kulturer och traditioner. I dag finns främst tre inriktningar inom buddhismen, med sinsemellan såväl stora som små skillnader; theravada, mahayana och vajrayana. Mahayana har i sin tur en rad undergrenar, såsom zenbuddhism, rena land-buddhism och nichirenbuddhism.
Buddhismens grundläggande lära kan sammanfattas i de fyra ädla sanningarna. Enligt dessa innehåller livet en oundviklig dukkha – lidande eller otillfredsställelse – som orsakas av människors starka begär efter många olika saker, såsom ett långt liv, njutning, och så vidare. Enligt buddhismen är den enda lösningen på dukkha den åttafaldiga vägen. Det sätt på vilket buddhismen utövas skiljer sig dock mellan olika traditioner. Trots att samtliga följer den åttafaldiga vägen, kan utövandet se mycket olika ut.
Buddhismen är en världsreligion som år 2010 hade omkring 500 miljoner utövare, vilka utgjorde omkring 7 % av världens befolkning. Buddhismen räknas ofta som världens fjärde största religion, men antalet anhängare är omtvistat. Olika uppgifter varierar i storleksordningen 400–500 miljoner anhängare. Nära 99% finns i Asien-Stillahavsregionen.

## Historisk översikt

### Tidig buddhism
Det är inte känt när Buddha levde och dateringen av hans liv är omtvistad. Enligt den indiska traditionen ska han ha dött år 374 f.Kr., medan man i modern tid ofta har förlagt hans levnad mellan åren 563 och 483 f.Kr. Andra föreslagna tider för hans död är omkring år 543 f.Kr., år 486 f.Kr. och år 368 f.Kr.

#### Första buddhistiska rådet
Efter Buddhas död spred missionärer buddhismen från centrala Indien till sydvästra Indien. Den spreds också till västra Indien, där den blomstrade i Mathurā, en stad belägen sydöst om den plats där Delhi ligger i dag. Enligt buddhistisk historieskrivning hölls år 486 f.Kr., eller möjligen 386 f.Kr., vid Rājagṛha det första buddhistiska rådet. Här ska 500 munkar, däribland Buddhas vän och lärjunge Ananda, ha samlats. Många forskare har dock uttryckt tvivel till om detta råd ens ägt rum, men eftersom det nämns i så många källor anser den japanska buddhismforskaren Akira Hirakawa att ett möte av något slag måste ha hållits. Vid detta möte ska Buddhas lära (dharma) och munkarnas levnadsregler (vinaya) ha reciterats.

#### Andra buddhistiska rådet
Hundra år efter Buddhas död anordnades det andra buddhistiska rådet. Enligt en hypotes hölls detta råd till följd av att ett antal munkar hade brutit mot de levnadsregler som munkarna skulle iaktta. Enligt paliska källor var de följande uppräknade handlingarna några av de tio handlingar munkarna anklagades för att ha utfört i strid med rådande normer: ha intagit föda efter en viss tid mitt på dagen, frossat, druckit alkohol och emottagit guld och silver. 700 munkar samlades, och fyra munkar från väst och fyra från öst utvaldes till att avgöra om de handlingar som dessa munkar utfört var i linje med munkarnas levnadsregler. Samtliga dessa åtta munkar ska ha varit överens om att de anklagade munkarna hade handlat fel, men många av de övriga munkarna sägs ha vägrat att acceptera detta beslut. Deras missnöje antas ha bidragit till en splittring inom den tidiga buddhismen. Denna kallas ofta för den grundläggande splittringen och den resulterade i två inriktningar: mahāsaṅghika, som bestod av dem som inte accepterade rådets beslut, och sthaviravāda, vars munkar höll med om rådets beslut. Namnet mahāsaṅghika betyder ”stort sällskap”, vilket antyder att många munkar var emot rådets beslut. Det finns dock flera andra teorier om vad som orsakade splittringen. Enligt en annan hypotes skulle det ha handlat om att de som senare bildade sthaviravāda hade föreslagit en åtstramning av munkarnas levnadsregler, medan de som senare bildade mahāsaṅghika ville behålla reglerna som de var. En tredje hypotes menar att splittringen skedde till följd av att en lärare vid namn Mahádeva kritiserade arahanternas status. Han hävdade bland annat att arahanter visst kunde hysa tvivel och vara okunniga. Enligt denna teori utgjordes mahāsaṅghika av den grupp som höll med Mahádeva, medan sthaviravāda utgjordes av dem som inte gjorde det.

#### Splittringen efter det andra rådet
Den indiska traditionen talar ofta om att den tidiga klosterbuddhismen slutligen splittrades i arton grupper, men i dag är fler än trettio kända vid namn. Allt eftersom dessa klosterbuddhistiska rörelser etablerade sig i olika delar av Indien utvecklades också lokala traditioner. Trots denna stora splittring höll grupperna kontakt med varandra, och munkar från olika traditioner levde ofta i samma kloster. De delade alla en och samma lära (dharma), men eftersom läran spreds muntligt och samtidigt var mycket omfattande var det omöjligt för en person att komma ihåg allt. Av denna anledning specialiserade sig enskilda munkar på olika saker, vilket ledde till ytterligare uppdelning inom den tidiga klosterbuddhismen.

#### Ashoka
Huvudartikel: Ashoka

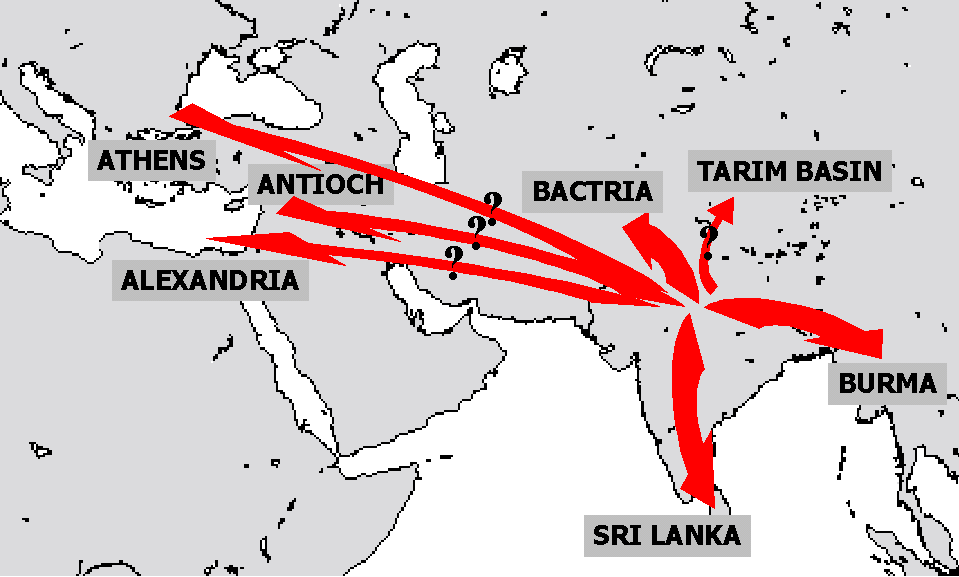
Buddhistisk proselytism vid tiden för Indiens första kejsare, Ashoka den store (273–232 f.Kr.).

Ashoka regerade Mauryariket ungefär mellan 265 och 238 f.Kr. Enligt de legendariska biografierna var han ansvarig för många människors död, men efter att ha konverterat till buddhismen regerade han med välvilja. En enligt Akira Hirakawa mer trovärdig källa säger dock att han konverterade till buddhismen och blev en buddhistisk lekman under det sjätte året av sin regeringstid. Han var dock inte särskilt religiös under de efterföljande 2,5 åren. Ett år efter sin konvertering till buddhismen erövrade han landet Kaliṅga, dagens Odisha. Under erövringen såg han många fångar som deporterades till andra länder, barn som separerades från sina föräldrar och män som separerades från sina hustrur. Ashoka blev mycket ledsen över detta och tyckte att kriget var fel; att den enda rätta segern var en seger baserad på de buddhistiska lärdomarna, och inte på våld.
Ashoka diskriminerade inte andra religioner, men han var särskilt hängiven buddhismen. Det sägs att han lät uppföra 84 000 stupor, men enligt Hirakawa är det oklart hur väl han lyckades sprida buddhismen. Edward Conze menar å andra sidan att Ashoka omvandlade buddhismen från att ha varit en liten rörelse av asketer till en religion för massorna i hela Indien. Ashokas son, Mahinda, spred omkring år 240 f.Kr. buddhismen till Sri Lanka, där den sedan dess har varit landets officiella religion. Den buddhism som florerade där kom att kallas theravada och den existerar än i dag.

#### Lekmän
Eftersom klosterlivet var idealet inom den tidiga buddhismen hade lekmännen relativt låg status sett i relation till munkarna; trots att munkarna var ekonomiskt beroende av lekmännen. Lamotte lyfter fram lekmännens låga status som en anledning till att buddhismen med tiden i stort sett dog ut i Indien. Lekmännen var dock aktiva i buddhismen både före och efter Buddhas död, men de utgjorde inte någon del av klosterbuddhismen och påverkades därför inte särskilt mycket av de splittringar som skedde inom klosterväsendet.

### Vajrayana
Tantriska skrifter började cirkulera i Indien under 200-talet e.Kr. Många fler tantriska skrifter tillkom ända in på 1100-talet, då buddhismen i Indien i stort sett försvann. Från början av 700-talet dominerade tantriska tekniker och utövningsformer den indiska buddhismen.

### Tidig mahayana
De arkeologiska fynden rörande den tidiga utvecklingen av mahayana är få. Trots att det är väldokumenterat att många buddhistiska rörelser erhöll donationer, finns det inga tidiga källor som nämner mahayana. Gällande detta finns två huvudsakliga teorier; den ena säger att mahayana inte fanns vid den undersökta tiden, och den andra att mahayana i detta tidiga skede betraktades som kätteri, och således började som en hemlig rörelse förtryckt av de mer etablerade buddhistiska rörelserna. Ordet ”mahayana” förekommer inte i några inskriptioner förrän under 100–200-talen e.Kr., men Akira Hirakawa menar att den tidiga översättningen av mahayanatexter till kinesiska bevisar att mahayanatexter existerade i norra Indien under kushandynastin (cirka nollhundratalet f.Kr.–100-talet e.Kr.). Enligt Hirakawa innebär detta att avsaknaden av tidiga inskriptioner inte är bevis för att mahayana inte skulle ha funnits före inskriptionerna. Enligt Hirakawa tyder de bevarade tidiga översättningarna på att de första mahayanska skrifterna komponerades omkring det första århundradet f.Kr.
Tre saker kan utgöra orsaker till att mahayana utvecklades och spreds. Den första är att mahayana utvecklades inifrån den tidiga buddhismen. Den andra är de biografiska historierna kring Buddhas liv som cirkulerade och som ibland sägs tillhöra ”vagnen som prisar Buddha”. Dessa historier har också sina rötter i den tidiga buddhismen, men de utvecklades senare bortom den tidiga buddhismen och bidrog till uppkomsten av mahayana. Den tredje är dyrkan av stupor. Efter Buddhas död spreds hans kvarlevor i åtta stupor byggda i centrala Indien, och Ashoka byggde sedan stupor i andra delar av Indien, vilket bidrog till en kult där stuporna kom att dyrkas. De rörelser som var centrerade kring dyrkan av stupor var starkt bidragande till uppkomsten av mahayana.
Paul Williams menar att mahayana aldrig var en rörelse som stod i rivalitet till andra buddhistiska rörelser, och att det därför är osannolikt att mahayana tillkom till följd av en splittring inom buddhismen. Mahayanamunkar levde ofta i samma kloster som de som inte följde mahayana, och det var även möjligt för vilken munk som helst – oavsett tradition – att samtidigt utöva mahayana.

## Spridning

### Theravada
Huvudartikel: Theravada

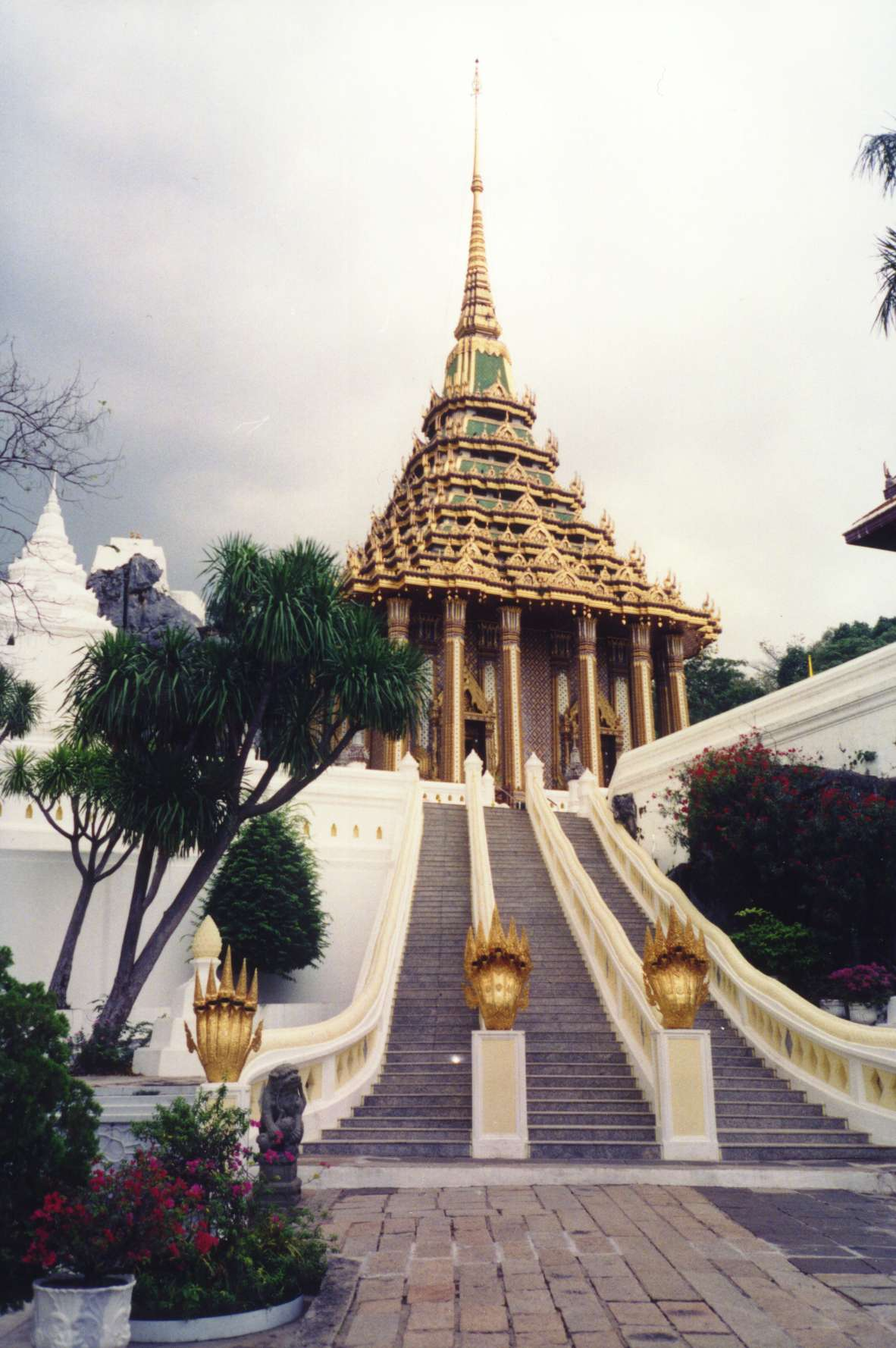
Wat Phra Buddhabat, Saraburi, Thailand.

Buddhismen kom till Sri Lanka någon gång mellan 200-talet och 100-talet f.Kr. Spåren efter den tidiga spridningen till Sydostasien är dock inte lika tydliga. Theravadabuddhismen är den form av buddhism som främst förekommer i den delen av världen, men traditionen ser annorlunda ut beroende på vilket land det handlar om.
Traditionen kom till Myanmar och Thailand under 300-talet e.Kr., men spreds troligen från södra Indien snarare än från Sri Lanka. I delar av det som i dag är Kambodja florerade mellan 700-talet och 1400-talet både buddhismen och hinduismen, och från 1100-talet började thailändsk theravadabuddhism att bli allt mer inflytelserik.
Theravadabuddhismen är centrerad kring en samling skrifter skrivna på pali. Enligt Rupert Gethin visar theravadabuddhismen på en viss konservatism, och i förhållande till andra kvarlevande buddhistiska traditioner anses inriktningen ligga närmare den tidiga buddhismen.
Theravadabuddhismen lägger stor vikt vid att man ska uppnå nirvana genom sina egna ansträngningar. En av de karaktärsdrag som theravada har är att arahanten utgör det slutgiltiga målet (nirvana). Idealet kring arahanter har lett till att theravada gör stor skillnad på lekmän och munkar. Både lekmän och munkar är del av den större buddhistiska gemenskapen (sangha), men de har tydligt åtskilda roller. I theravadasamhällen lever munkar och lekmän i symbios, där man är starkt ömsesidigt beroende av varandra. Lekmännen hjälper munkarna med deras materiella behov såsom mat, kläder, och så vidare, medan munkarna ger lekmännen andlig och moralisk vägledning. För lekmännen kan munkarna sägas vara ett ”fält av meriter”, då lekmän anses samla på sig god karma (merit) genom att ge gåvor till munkarna. Lekmännen ger rituella gåvor varje dag, eftersom theravadamunkarna är beroende av att lekmännen förser dem med mat, men mer särskilda gåvor ges också vid speciella tillfällen. Det är dessutom enligt theravada praktiskt taget omöjligt för lekmän att nå nirvana i detta liv, vilket bidrar till att fokus ligger på munkarnas utveckling.
Sri Lanka, Burma, Thailand, Kambodja och Laos är de huvudsakliga theravadabuddhistiska länderna i dag.

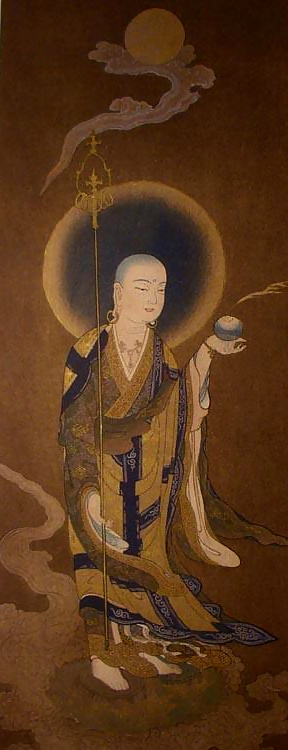
Ksitigarbha Bodhisattva.

### Mahayana
Huvudartikel: Mahayana
Mahayana – vilket betyder ”stor vagn” – har en mycket stor bredd, i och med de stora skillnader som föreligger mellan olika mahayanska traditioner. Under Handynastin (206 f.Kr.–220 e.Kr.) – troligtvis under det första århundradet f.Kr. eller e.Kr. – kom buddhismen till Kina. Därifrån spreds den sedan till Korea år 372. Vid år 525 hade buddhismen börjat genomsyra hela det koreanska samhället. Mellan åren 550 och 664 blev buddhismen Koreas statsreligion och den blev allt mer betydelsefull. Detta i en sådan omfattning att munkarna under vissa perioder hade mer makt än de som styrde landet. Omkring år 550 spred sig buddhismen från Korea till Japan, men det var först under Heianperioden som mer betydelsefulla japanska sekter började utvecklas. Mahayana spreds också till Sydostasien – till bland annat Sri Lanka och Burma – men överlevde inte där.
Mahayana karaktäriseras av bodhisattvaidealet. Målet inom mahayana är att bli en bodhisattva – en individ som strävar efter upplysning i syfte att så småningom bli en buddha och därigenom kunna befria alla varelser från lidandet.
Några av de mahayanska traditionerna är rena land-buddhism, zenbuddhism, tendai, nichirenbuddhism, huayan, madhyamika och yogacara.

### Vajrayana
Huvudartikel: Vajrayana
Från och med 400-talet e.Kr. utvecklades vajrayana i norra Indien. Ett viktigt spridningscentrum var klosteruniversitetet i Nalanda, som emellertid förstördes 1192. En gren av nordindisk vajrayana har överlevt i Nepal i form av newar-buddhismen.
Under 700-talet introducerades vajrayana till Kina, och spreds sedan till Korea där den blomstrade under 1300-talet. I Japan blev den också mycket populär under traditionen shingon. Till Tibet spreds den i perioden från 700-talet till 1100-talet och utvecklades till en tradition som var genomgående tantrisk. Resultatet blev att alla tibetanska varianter av buddhismen håller tantrisk buddhism (vajrayana) som den högsta och mest effektiva formen av buddhism.
Vajrayana kallas även för ”diamantvägen”, och är en vidareutveckling av mahayana. Vajrayana tar mahayana som grund och lägger till esoteriska utövningsformer. Ett karaktärsdrag hos vajrayana är att tonvikten läggs vid mästaren (gurun), som använder en rad olika tekniker – såsom mantra, mandala och mudra – för att hjälpa utövaren nå upplysning. Ritualerna är dessutom mycket komplexa jämfört med de ritualer som utförs i mahayana och theravada.
Tibetansk buddhism och shingon är två former av vajrayana.

## Demografi

Procentuell fördelning av buddhister i världen enligt PewResearchCenter 2012.

Buddhismen är en världsreligion som enligt PewResearchCenter hade omkring 500 miljoner anhängare år 2010, vilka utgjorde omkring 7 % av världens befolkning.
År 2010 levde 244 miljoner buddhister i Kina. Dessa utgjorde hälften av alla buddhister i världen.
Enligt en demografisk analys av Peter Harvey gjord 2013, hade mahayana 360 miljoner följare (67 % av alla buddhister), theravada 150 miljoner följare (28 % av alla buddhister) och vajrayana 18,2 miljoner följare (3,4 % av alla buddhister). Det fanns dessutom 7 miljoner buddhister i västvärlden (1,3 % av alla buddhister). Enligt Harvey fanns det då totalt 535,2 miljoner buddhister 2013.

### Antal buddhister uppdelat per land eller världsdel
| Theravada i Asien                   | Theravada i Asien | Theravada i Asien             |
| Land                                | Antal följare     | Andel av befolkning/Minoritet |
| ----------------------------------- | ----------------- | ----------------------------- |
| Thailand                            | 61 miljoner       | 94 %                          |
| Myanmar                             | 44,5 miljoner     | 89 %                          |
| Sri Lanka                           | 15,05 miljoner    | 70 %                          |
| Kambodja                            | 13,3 miljoner     | 95 %                          |
| Laos                                | 4,4 miljoner      | 67 %                          |
| Kina vid gränsen mot Laos och Burma | 1,2 miljoner      | Minoritet                     |
| Vietnam vid gränsen mot Kambodja    | 1 miljon          | Minoritet                     |
| Bangladesh vid gränsen mot Burma    | 1 miljon          | Minoritet                     |
| Indien vid gränsen mot Burma        | 0,3 miljoner      | Minoritet                     |
| Malaysia (norra)                    | 0,07 miljoner     | Minoritet                     |
| Indien (nya konvertiter)            | 7,1 miljon        | Minoritet                     |
| Indonesien (nya konvertiter)        | 0,3 miljoner      | Minoritet                     |
| Nepal (nya konvertiter)             | 0,3 miljoner      | Minoritet                     |

| Mahayana i Asien                                                   | Mahayana i Asien | Mahayana i Asien              |
| Land                                                               | Antal följare    | Andel av befolkning/Minoritet |
| ------------------------------------------------------------------ | ---------------- | ----------------------------- |
| Kina (exkluderade är tibetaner, mongoler, tu-folket och daifolket) | 228 miljoner     | 17,3 %                        |
| Japan                                                              | 52 miljoner      | 41 %                          |
| Vietnam                                                            | 43 miljoner      | 50 %                          |
| Sydkorea                                                           | 10,9 miljoner    | 23 %                          |
| Taiwan                                                             | 8 miljoner       | 35 %                          |
| Malaysia                                                           | 5,5 miljoner     | 19,2 %                        |
| Nordkorea                                                          | 2,5 miljoner     | 11 %                          |
| Singapore                                                          | 1,9 miljoner     | 43 %                          |
| Hongkong                                                           | 0,7 miljoner     | 10 %                          |
| Macao                                                              | 0,14 miljoner    | 30,7 %                        |
| Indonesien                                                         | 4 miljoner       | Minoritet                     |
| Filippinerna                                                       | 2,3 miljoner     | Minoritet                     |
| Thailand                                                           | 1 miljon         | Minoritet                     |
| Brunei                                                             | 0,03 miljoner    | Minoritet                     |
| Uzbekistan (koreanska invandrare)                                  | 0,055 miljoner   | Minoritet                     |

| Vajrayana i Asien                          | Vajrayana i Asien | Vajrayana i Asien                            |
| Land                                       | Antal följare     | Andel av befolkning/Minoritet                |
| ------------------------------------------ | ----------------- | -------------------------------------------- |
| Kina (tibetaner)                           | 5,4 miljoner      | ----                                         |
| Kina (mongoler i norra och västra Kina)    | 5 miljoner        | 86 % av alla mongoler i Kina                 |
| Kina (Qinghai och Gansu, tu-folket)        | 0,2 miljoner      | 82 % av alla i tu-folket i Qinghai och Gansu |
| Mongoliet                                  | 2,7 miljoner      | 90 %                                         |
| Nepal                                      | 2,9 miljoner      | 10 %                                         |
| Bhutan                                     | 0,49 miljoner     | 70 %                                         |
| Ryssland (burjater, kalmucker samt i Tuva) | 0,7 miljoner      | 70 % i dessa områden/i dessa folkgrupper     |
| Indien (norra och nordöstra)               | 0,4 miljoner      | Minoritet                                    |
| Indien (tibetaner i exil)                  | 0,15 miljoner     | Minoritet                                    |
| Pakistan                                   | 0,16 miljoner     | Minoritet                                    |
| Kazakstan och Kirgizistan                  | 0,1 miljon        | Minoritet                                    |

| Buddhister utanför Asien  | Buddhister utanför Asien | Buddhister utanför Asien |
| Världsdel                 | Antal följare            | Andel av befolkning      |
| ------------------------- | ------------------------ | ------------------------ |
| Nordamerika               | 3 860 000                | 1,1 %                    |
| Europa                    | 1 330 000                | 0,2 %                    |
| Mellanöstern & Nordafrika | 500 000                  | 0,1 %                    |
| Latinamerika & Karibien   | 410 000                  | < 0,1 %                  |
| Subsahariska Afrika       | 150 000                  | < 0,1 %                  |

## Buddha

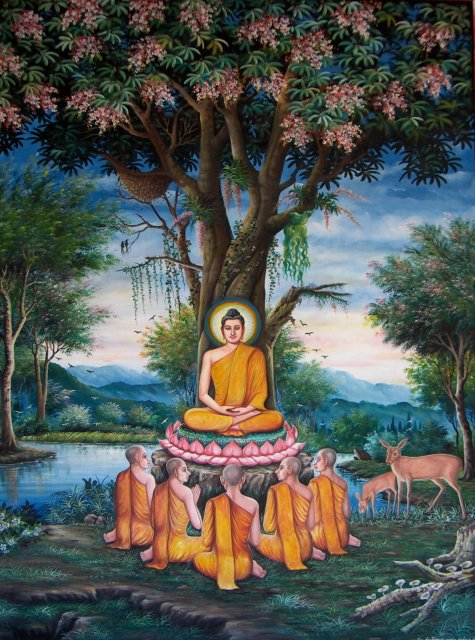
Siddharta Gautama med sina första fem lärjungar.

Buddha föddes som Siddhārta Gautama, och tillhörde den sydhimalayanska śākyaklanen. Inte mycket är känt om denna klan, men det är från den som han fått namnet Śākyamuni (Shakyamuni), som betyder ”den vise mannen av śākyaklanen”. Han tillhörde kshatriya-kasten, den näst högsta kasten i hindusamhället, och han tillbringade sin ungdom i bekvämlighet och lyx. Han förlovade sig vid 16 års ålder och fick en son vid namn Rāhula. Vid 29 års ålder lämnade han sitt hem och blev en religiös vandrare. Han följde många lärare, och levde även i extrem asketism som utlärts av vissa av dessa lärare, men trots detta var han inte tillfreds med sitt liv. Slutligen satt han i meditation under ett aśvattha-träd (bodhiträd) och hade en upplevelse som fick honom att tro att han hade nått målet för sitt sökande. Enligt den buddhistiska traditionen var detta då Siddharta Gautama blev upplyst och blev en buddha. Resten av sitt liv ägnade han sedan åt att lära ut om lidandet, och vägen för att kunna avsluta lidandet. Han undervisade såväl munkar som vanliga lekmän, och när han dog vid 80 års ålder hade han hunnit samla på sig ett stort antal lärjungar. Hans anhängare kremerade då hans kropp och lät bygga stupor vilka inrymde hans kvarlevor.

## Buddhistiska begrepp

### Karma
Enligt den buddhistiska uppfattningen om karma lämnar alla medvetna handlingar spår som har en effekt och senare leder till någonting. I den tibetanska traditionen sägs handlingar av hat och våld ofta leda till att man återföds i ett helvete och handlingar fyllda av inbillning och förvirring till att man återföds som ett spöke. Om de dåliga handlingarna inte är allvarliga nog för att leda till att man återföds i en värld under den mänskliga världen, påverkar de istället typen av mänsklig återfödelse så att den blir värre. Snålhet leder till fattigdom, att åsamka andra skada leder till att man återföds i ett liv fyllt av sjukdom, ilska leder till att man återföds med ett vanskapt utseende, och så vidare. Detta innebär dock inte att människor som i dag är fattiga, sjuka eller fula klandras för detta av buddhister, eftersom det liv vari de ådrog sig dessa bedrövelser var ett tidigare liv som nu ligger bakom dem. Istället läggs tonvikten vid hur man agerar i nuet.
Karma ses som en naturlag liknande fysikens lagar, där alla medvetna varelser påverkas av denna lag, oavsett om de är gudar, människor, djur eller helvetesvarelser. Karma utgör dock inte ett öde, då inte allt som sker är resultat av karma. Det anses också omöjligt att veta exakt vad som har orsakats av karma, förutom för buddhor. Dessutom kan karma komma att påverka händelser långt in i framtiden, flera liv framöver, vilket medför att goda och dåliga gärningar i nuet inte nödvändigtvis leder till att nästa liv blir på ett visst vis. Det kan sedan tidigare finnas såväl bra som dålig karma som också kan påverka nästa liv.
Det är främst i människovärlden som karma ansamlas. I helvetena sägs varelserna leva ut sin tidigare dåliga karma, för att sedan återfödas i ett högre världssystem när den tidigare dåliga karman har levts ut eller sonats. Samma sak gäller för himmelrikena, där varelserna sägs leva ut sin tidigare goda karma för att förr eller senare återfödas i ett lägre världssystem. Upplysta varelser samlar inte på sig karma alls, vare sig bra eller dålig.
God karma är i sig själv inte tillräckligt för att nå den buddhistiska vägens slutmål. Om god karma utvecklas utan visdom kommer den enbart att leda till återfödelse i himmelriken och ingenting mer. Enligt Daniel Cozort är god karma (meriter) enbart av provisorisk nytta på den buddhistiska vägen. Med detta menar han att insikt är vad som leder till nirvana, men att god karma (meriter) kan leda till goda förhållanden som hjälper individen att utveckla denna insikt; som om man exempelvis får återfödas i ett land där buddhismen utövas, eller något liknande. Theravadamunken Bhikkhu Bodhi intar en snarlik ståndpunkt, där han menar att ansamlande av god karma måste ske i balans med utvecklingen av visdom för att leda till utveckling på den buddhistiska vägen.

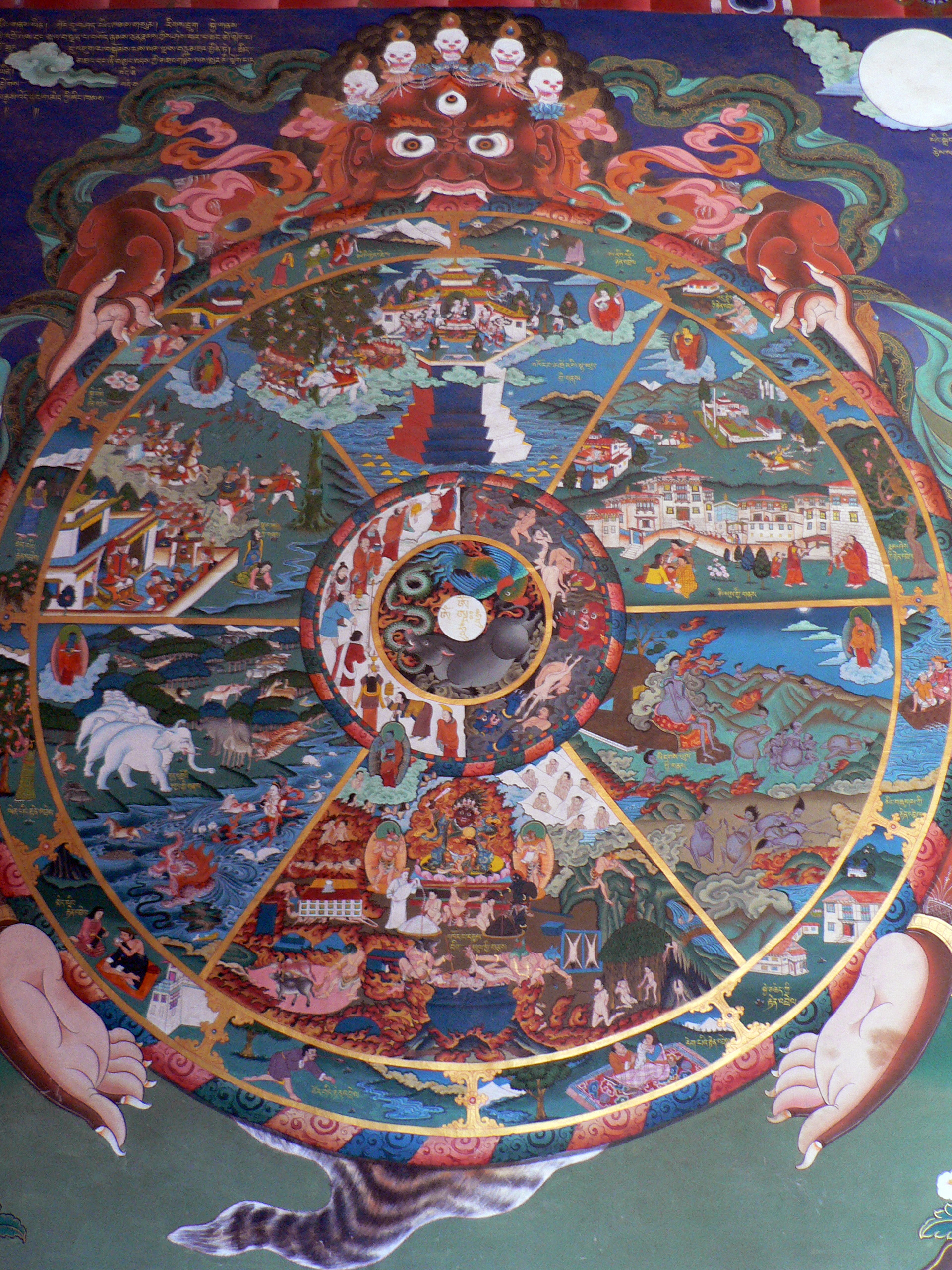
Tibetansk avbildning av samsara.

### Återfödelse (samsara)
En av de termer som används för att beskriva cykeln av återfödelse är samsara. Det sägs att vi inte bara har haft många tidigare liv, utan snarare att vi har haft omätbart många tidigare liv. Den buddhistiska synen är att återfödelsen saknar början, eller att dess början åtminstone är okänd. Återfödelse sker dock för alla medvetna varelser, vilket innebär att alla människors tidigare liv inte var människoliv, och alla kommande liv kanske inte heller blir människoliv. Växter är dock inte inkluderade i gruppen medvetna varelser.
Det finns många skilda världar och destinationer i vilka man kan återfödas enligt theravada:
- (Himmel); formlösa världar där livstiden är upp emot 84 000 kalpor.
- (Himmel); världar av ren form där livstiden är upp emot 16 000 kalpor.
- Himmelriken av fem känslosensationer med en livstid av upp emot 128 000 gudomliga år.
- Människor, varierande livstid.
- Avundsjuka gudar, ospecificerad livstid.
- Hungriga spöken, ospecificerad livstid.
- Djur, ospecificerad livstid.
- Helveten, ospecificerad livstid.

Orsakerna till återfödelse i dessa världar eller i dessa former varierar. För världarna utan form eller de i ren form krävs olika jhanor (singularis: jhana); ett slags meditativt tillstånd. För återfödelse i människovärlden samt i himmelrikena av de fem känslosensationerna krävs god karma. För återfödelse i världar lägre än människovärlden krävs dålig karma.

#### Gud
Det finns gudar inom buddhismen, men man förnekar existensen av en skapargud. Det som mest kan sägas likna en skapargud i buddhismens tidiga skrifter är den Store Brahmā. Det sägs dock att Buddha såg honom som en mycket långlivad och ärorik varelse, men samtidigt ansåg att denna gud inte var någon allsmäktig skapargud. Det sägs också att guden i fråga inbillade sig att han var en skapargud, men att Buddha ansåg att så inte var fallet.

### Beroende uppkomst
Enligt buddhismen uppkommer händelser, situationer och omständigheter som en följd av andra orsaker. Ett exempel på detta är givet i Paticca-samuppada-vibhanga-sutta (SN 12.2), där okunnighet beskrivs som orsaken till allt annat:
- 1. Okunnighet (gentemot de fyra ädla sanningarna).[59]
- 2. Kroppsliga, verbala och mentala konstruktioner.[59]
- 3. Medvetande.[59]
- 4. Namn och form: känslor, uppfattning, avsikt, kontakt, uppmärksamhet och kropp/materia/form.[59]
- 5. De 6 känslobaserna: ögon, öron, näsa, tunga, kropp och sinne.[59]
- 6. Kontakt: ögon-, öron-, näs-, tung-, kropps- och sinneskontakt.[59]
- 7. Känsla (tolkning av ögon-, öron-, näs-, tung-, kropps- och sinneskontakt).[59]
- 8. Törst eller starkt begär: törst efter synintryck, ljud, lukter, smaker, känslosensationer och idéer.[59]
- 9. Fastklamring: att klamra sig fast vid känslosensationer, åsikter, buddhistiska träningsregler, buddhistiskt utövande och doktrinen om jaget.[59]
- 10. Känslosensationer, materia/form/kropp och formlöshet tillkommer.[59]
- 11. Födelse.[59]
- 12. Ålderdom, död, sorg, smärta, otillfredsställelse.[59]

### De fyra ädla sanningarna

#### Första ädla sanningen
Den första ädla sanningen säger att födelse är dukkha (lidande, men även otillfredsställelse, sorg, nöd, obehag eller frustration), ålderdom är dukkha, sjukdom är dukkha, att bli förenad med det som är obehagligt är dukkha, att bli separerad från det som är behagligt är dukkha och att inte få det man vill ha är dukkha. I korthet är emotionell bundenhet till de fem aggregaten (skandha) dukkha. De fem aggregaten (skandha) är 1) kropp eller materia (rupa), 2) förnimmelser eller känslor (vedana), 3) iakttagelseförmågan eller varseblivning (samjna), 4) mentala dispositioner och viljeformationer (sankhara) och 5) medvetande (vijnana).
Att översätta dukkha till enbart "lidande" har mött starkt motstånd, och Paul Williams menar att dukkha har en mycket bredare betydelse än bara "lidande".
I de buddhistiska sutrorna delas dukkha in i tre kategorier; den första är smärta, såväl fysisk som känslomässig; den andra är den frustration som uppkommer vid förändringar, en form av dukkha som karaktäriseras av att inget finns för evigt – således är även lycka en sorts dukkha eftersom lyckan är förgänglig; den tredje är dukkha av betingade upplevelser – en dukkha till följd av att en grundläggande otillfredsställelse genomsyrar allt liv eftersom vår lycka är beroende av yttre förhållanden och den värld vi lever i är byggd av instabila och opålitliga förhållanden.

#### Andra ädla sanningen
I buddhismen är individen ansvarig för sitt eget lidande. Detta lidande uppkommer till följd av en törst efter fortsatt existens, en törst efter icke-existens och en törst efter njutning. Denna form av törst kan dock ta sig uttryck i många olika former.
I en värld där allt förändras och alla yttre förhållanden förändras och är instabila, kommer törsten aldrig att kunna hålla sig kvar vid det som det törstas efter. Detta orsakar således lidande enligt den andra ädla sanningen.
Tṛṣnā (sanskrit) eller taṇhā (pali) kan översättas till ”begär” hellre än till ”törst”, men Robert Gethin menar att den buddhistiska termen innefattar någonting annat än vad som vanligtvis är kopplat till begreppet ”begär”. Enligt Paul Williams missförstås ofta den andra ädla sanningen i och med översättningen av tanha till ”begär”. Enligt honom är alla typer av begär inte dåliga. Det som är dåligt är det mycket starka begäret, som enligt honom bättre översätts med ”törst”.

#### Tredje ädla sanningen
Om törst eller starkt begär orsakar dukkha innebär det att om man kan få slut på denna törst kan man också få slut på dukkha. Detta kan åstadkommas genom att man utrotar orsaken till törsten, som är okunnigheten, ignoransen. Genom att se saker på det sätt som buddhismen anser att de verkligen är, blir man av med denna okunnighet och således även med dukkha. Detta är den tredje ädla sanningen. Det fullständiga slutet på dukkha är nirvana (pali: nibbana).

#### Fjärde ädla sanningen
Den fjärde ädla sanningen säger att vägen till nirvana är den åttafaldiga vägen. I denna ingår:
- Rätt förståelse: Förståelse av de fyra ädla sanningarna[67][68]
- Rätt avsikt: Avsikt med grund i vänlighet och medkännande, samt avsikt fri från törstande[67][68]
- Rätt tal: Avstå från ljugande, vilseledande, sårande och löst tal eller skvaller.[67][68]
- Rätt handling: Avstå från att skada levande varelser, att ta saker för givna, samt att begå sexuellt klandervärda handlingar som äktenskapsbrott.[67][68]
- Rätt levebröd: Att tjäna in sitt levebröd med rätt tal och rätt handling.[67][68] Vissa källor (på pali) menar även att rätt levebröd inkluderar att avstå från att tjäna sitt levebröd genom att köpa/sälja/tillverka vapen, människor, kött, alkohol/droger, och gifter.[67]
- Rätt ansträngning: Förhindra att ogynnsamma sinnesinställningar uppstår, överge de ogynnsamma sinnesställningar som uppstår, framkalla gynnsamma sinnesinställningar, utveckla framkallade gynnsamma sinnesinställningar.[67][68]
- Rätt mindfulness: Fokus på kroppen, känslor, sinnet och den buddhistiska läran.[67][68]
- Rätt koncentration: Övning och utveckling av jhana (pali) eller dhyana (sanskrit), vilket är benämningen på olika meditativa tillstånd.[67][68]

Den åttafaldiga vägen kallas också för ”mittens väg”.

### Anatta/Anatman
Enligt buddhismen utgör inte kroppen eller den materiella formen något jag eller någon själ. Ej heller utgör känslor, uppfattningar, mentala formationer och medvetande något jag eller någon själ.
I Ananda Sutta (SN 44.10) frågar en vandrare Buddha om det finns ett jag eller inte, och Buddha förblir först tyst. Han förklarar sedan att om han sade att det fanns ett jag skulle han bekräfta tron hos eternalisterna, som tror att det finns en oändlig och bestående själ. Skulle han säga att det inte fanns ett jag skulle han istället bekräfta tron hos annihilationisterna, som tror att döden innebär slutet på allt. Han säger dessutom att om han hade sagt att det inte fanns ett jag, skulle vandraren bli ännu mer konfunderad, och fråga om jaget som han hade för fem minuter sedan inte längre fanns.

### Nirvana
Nirvana är målet för det buddhistiska utövandet, och innebär således slutet på dukkha. Nirvana betyder bokstavligt ”slocknad”. Nirvana är emellertid inte icke-existens, utan istället definieras begreppet som ett tillstånd bortom existens och icke-existens.

## Utövande

### Hängivenhet

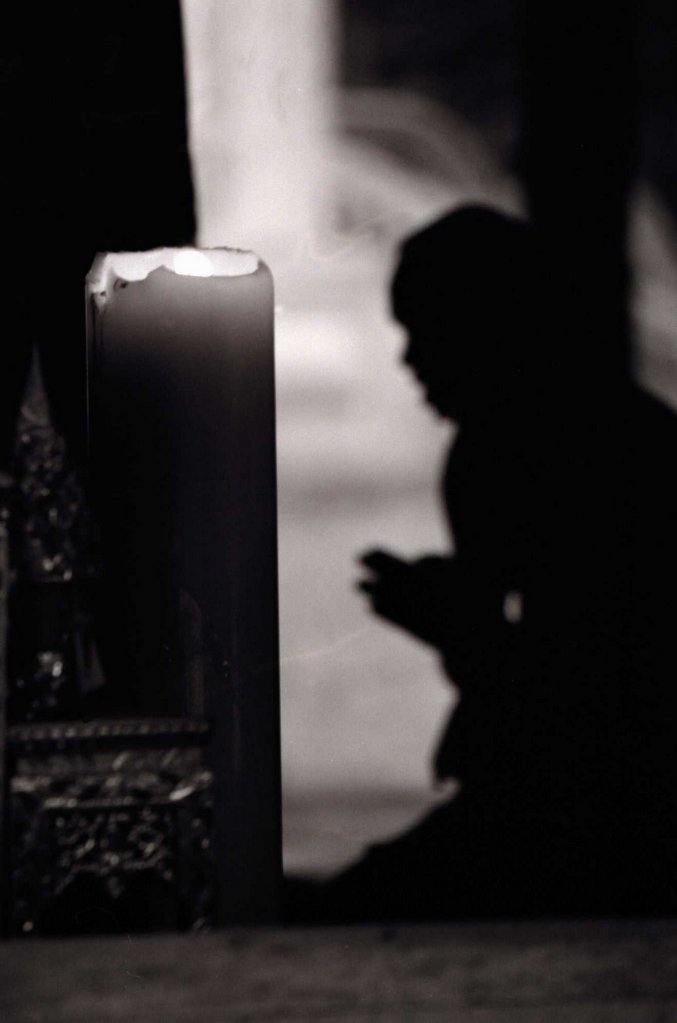
En buddhistmunk reciterar kvällsböner i ett kloster nära Kantharalak, Thailand.

Enligt de flesta buddhistiska traditioner är tron viktig och ses som något som måste balanseras med visdom. Tron anses dessutom vara en förberedelse för, eller ett komplement till, meditation. Även om hängivenheten ofta kan påminna om meditation är den associerad med moral under triaden ”moral, meditation och visdom”.
Hängivenheten till buddhor – och inom mahayana/vajrayana också till bodhisattvor – resulterar ofta i att anhängarna tillber olika slags avbildningar av Buddha och/eller bodhisattvor i hemmen likaväl som i templen. Handlingar av hängivenhet sker i hemmet ofta på morgonen och/eller under kvällen. Man kan besöka templen vilka dagar som helst, men det är vanligast i samband med festivaler eller under särskilda högtidsdagar (uposatha). Hängivenheten uttrycks ofta genom att man ärar Buddha och/eller bodhisattvorna, vilket inkluderar att ära den som avbildningen föreställer, ge offergåvor samt utföra en akt av recitativt sjungande.

#### Tillflykt i de tre juvelerna
Det huvudsakliga uttrycket för hängivenhet inom buddhismen är att ta sin tillflykt till de tre juvelerna: Buddha, dharma (Buddhas lära) och sangha (den buddhistiska gemenskapen, i synnerhet inom klosterväsendet). Detta görs ofta genom att man reciterar att man vill ta sin tillflykt i dessa, och denna recitation upprepas som regel tre gånger. "Tillflykt" avser i detta fall dock inte att dra sig undan och gömma sig, utan snarare att det är någonting som renar, lyfter och stärker sinnet.

#### Mahayana

Altaret avbildar Guanyin i en ställning som anses representera vattenmånen Guanyin. Guden är manlig, eftersom han har bar överkropp och han avbildas vilande i ett tempel, uthugget ur en klippvägg ovanför havet. Detta motiv är kopierat från storskaliga figurer som huggits in i stengrottor. Kina 1280–1330, Hallwylska museet.

Inom mahayana och vajrayana är Avalokiteshvara en vanlig bodhisattva gentemot vilken man utövar hängivenhet. I Kina är han eller hon känd som Guanyin. Avalokiteshvara är bodhisattvan av oändligt medlidande, som i Lotussutran beskrivs som en som hjälper dem som befinner sig i nöd.
Att visa hängivenhet gentemot Amitabha är något som förekommer inom de flesta mahayanska riktningar, och inom rena land-buddhismen utgör detta det huvudsakliga utövandet. Inom rena land-buddhismen uttrycks det genom att man reciterar Amitabhas namn genom ”nianfo”. På kinesiska lyder denna recitation ”Nan-mo A-mi-tuo Fo” och på japanska ”Namu Amida Butsu”.
Inom nichirenbuddhismen vördas Lotussutran. Detta görs ofta genom recitation av ”Na-mu myo-ho ren-ge-kyo”, vars innebörd uttrycker vördnad inför ”lotussutran av den rätta dharman”.

### Etik
I buddhismen utgör etiken grunden för den andliga vägen. Att fästa sig vid etiska riktlinjer och regler som om dessa skulle utgöra hela den andliga vägen, anses dock vara ett hinder för upplysning. Dygd anses generera frihet från samvetskval och ånger. Dygd anses också hjälpa utövare att genom glädje och nöje utveckla meditativt lugn och ge insikter och med tiden leda till att man uppnår nirvana.
Buddhistisk etik utgår ifrån en kombination av det mentala tillståndet (inklusive den avsikt som handlingen utgår från), de omedelbara effekterna av handlingen, och den dygd eller det förhinder som handlingen utgör för att uppnå nirvana. Buddhistisk etik har dock olika nivåer beroende på utövarnas mognad, snarare än att den bygger på universella riktlinjer. Exempelvis får munkar och nunnor inte ha sex, medan detta är tillåtet för lekmän.

#### Skänkande

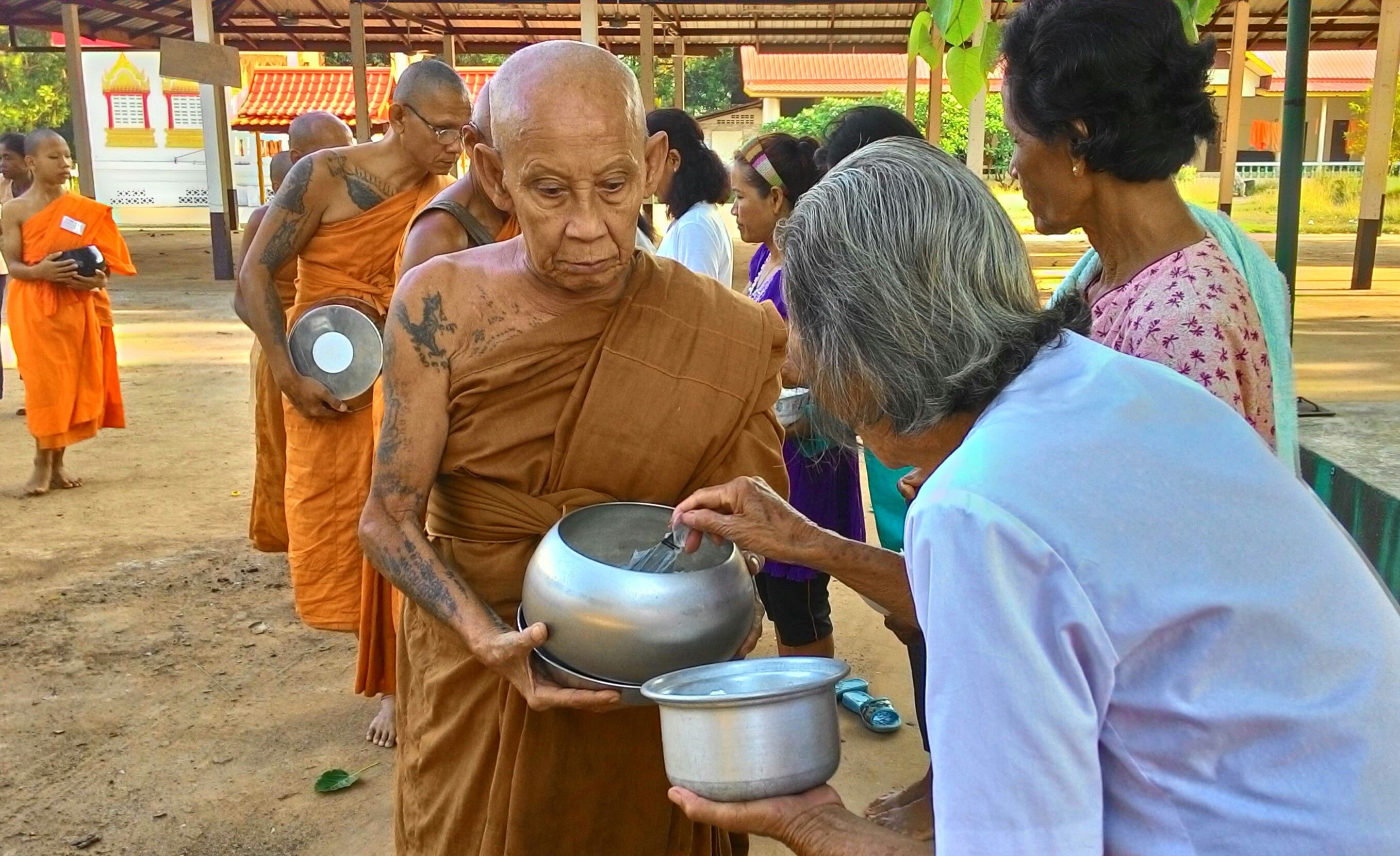
En lekman ger en matgåva till en munk.

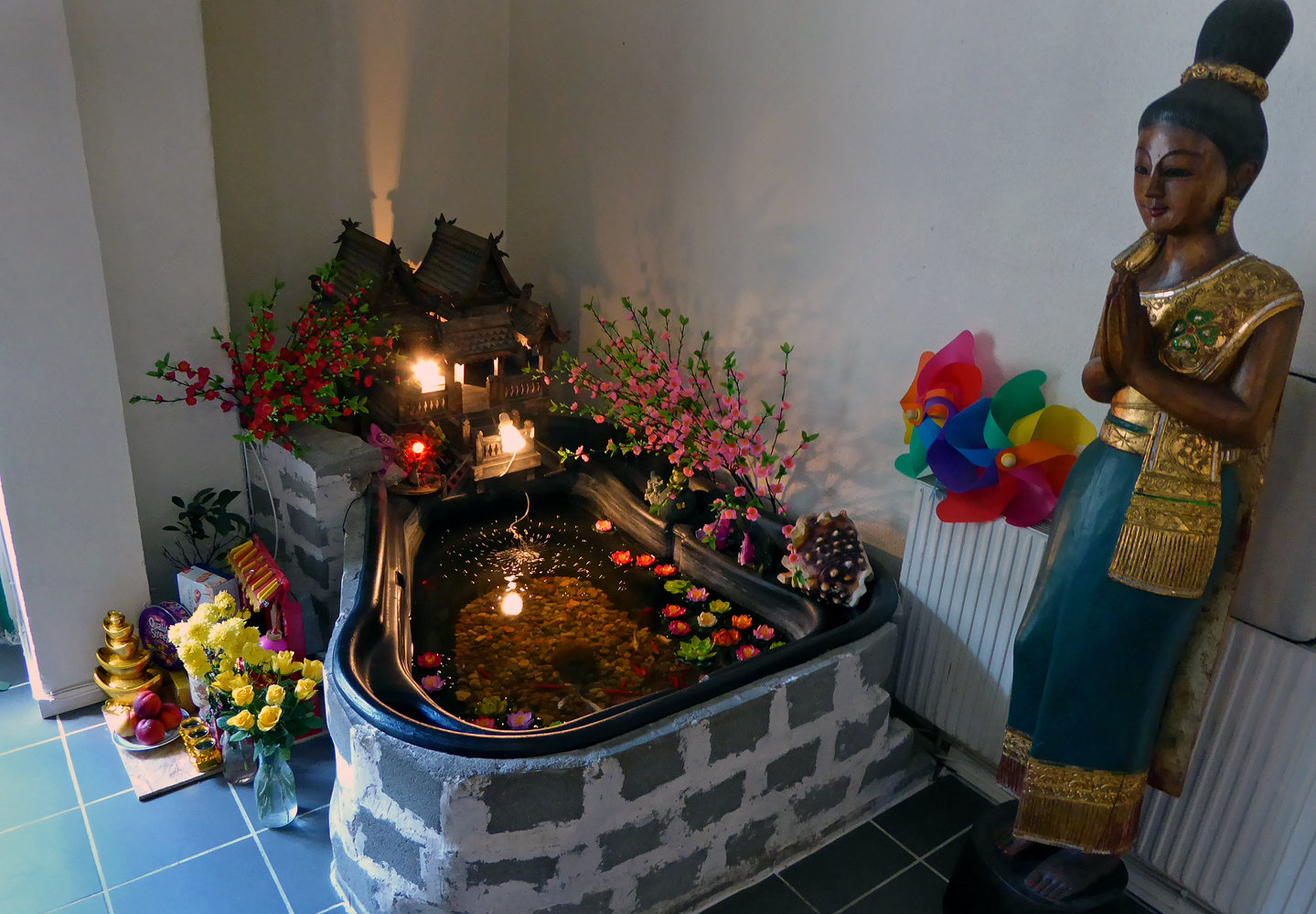
Ett Altare i form av en damm med Karpar, till vänster ligger diverse offergåvor. Thairestaurang i Ystad.

Danā eller ”skänkande” är den primära goda gärningen som buddhister utför. Den utgör därmed en grund för vidare moralisk och andlig utveckling. Fokus ligger huvudsakligen på klosterväsendet, där lekmän ger gåvor till munkar och nunnor. Dessa gåvor består av bland annat mat, kläder, mediciner och bostäder. Munkarna och nunnorna ger i gengäld en gåva som anses väga tyngre än lekmännens gåvor; den buddhistiska läran. Generositet är dock inte bara sådan generositet som riktas mot klosterväsendet, utan inkluderar även generositet som utövas för andra ändamål. Alla sorters givande anses generera god karma, men resultaten av handlingarna anses bli bättre ju renare motivet bakom gåvan är. Praktiserandet av givmildhet anses dessutom hjälpa människan i hennes andliga utveckling genom att den bland annat reducerar habegäret.

#### Träningsregler
För att kunna utveckla förmågan till givmildhet anses praktiserandet av en rad träningsregler kunna utveckla nödvändig moralisk dygd. De fem vanligaste reglerna är:
- Att avstå från att döda levande varelser.[84][85][86]
- Att avstå från att taga det som inte är givet.[84][85][86]
- Att avstå från sexuellt klandervärda handlingar.[85][86]
- Att avstå från falskt tal.[84][85][86]
- Att avstå från alkohol och andra droger.[84][85][86]

Under särskilda dagar (uposatha) följer vissa buddhister åtta träningsregler istället för de ovan uppräknade fem. Till dessa fem regler läggs då följande tre regler samt modifieras en regel:
- Att avstå från all sexuell aktivitet (modifiering av träningsregel 3).[87][88]
- Att avstå från att äta någonting efter en viss tid mitt på dagen.[87][88]
- Att avstå från att dansa, sjunga, lyssna på musik, åse underhållning, bära kransar, använda parfym, och smink.[87][88]
- Att avstå från att ligga på höga och lyxiga sovplatser.[87][88]

Det finns också en grupp om tio träningsregler och dessa är desamma som novismunkar följer. De åtföljs dock bara under längre perioder, till skillnad från de ovan uppräknade åtta som kan följas under kortare perioder. Några theravadamän, ofta äldre, följer ständigt dessa tio. Ett större antal kvinnor följer också dessa regler på grund av att fullständig nunneordination inte har varit möjlig för kvinnor inom theravada. Fullständig nunneordination har dock nyligen blivit återupplivad i Sri Lanka. Skillnaderna i kvinnornas träningsregler gentemot de åtta regler som gäller för män, är följande:
- Träningsregel nummer 7, den som behandlar underhållning, smink, parfym och så vidare, är uppdelad i två regler. Innehållet är dock detsamma.[89][90]
- Tillkommit har en regel som innebär att man ska avstå från att acceptera eller använda pengar.[89][90]

#### Godhet
Godhet (pali: mettā, sanskrit: maitrī) och medlidande (både pali och sanskrit: karuṇā) ses som en del av den andra delen av den åttafaldiga vägen: rätt avsikt.
Godhet är en uppriktig strävan för att medvetna varelser ska må väl, och utgör således motgiftet till hat och rädsla. Medlidande och medkänsla är strävan efter att alla medvetna varelser ska befrias från lidandet, och utgör således motgiftet till grymhet. Det finns många olika sätt att öva på mettā. Vanligtvis är det en meditationsform där man på flera sätt önskar andra varelser, såväl vänner som fiender, lycka och välmående.

#### Vegetarianism
I de tidigaste buddhistiska skrifterna finns det inget förbud mot att äta kött. Buddhistiska munkar och nunnor är beroende av de gåvor av mat som de får, vilket innebär att de generellt sett inte är särskilt petiga med den mat som de får. De får dock inte äta kött som har slaktats just för dem, förutsatt att de vet om detta. Vegetarianismen är emellertid respekterad, och i sådana fall sedd som en utvidgning av den första träningsregeln. Inom mahayana i Ostasien är dock vegetarianism vanligare. Mahayanska buddhistiska skrifter såsom Lankavatara sutra argumenterar starkt för vegetarianism, även om det inte heller där utgör ett absolut krav.

### Meditation

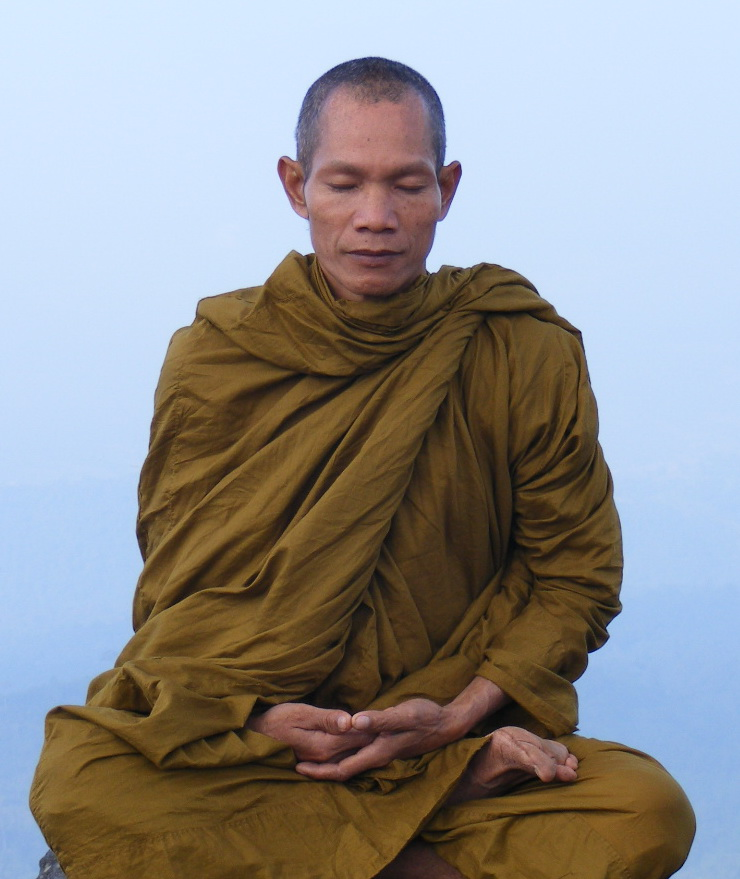
Mediterande buddhistmunk, Thailand.

Någonting som anses viktigt på den buddhistiska vägen, är utvecklandet av insikt/visdom (pali: pańńā, sanskrit: prajńā). Denna visdom förekommer i tre former vilka är grundade i att 1) höra och läsa de visdomsord som finns nedskrivna i de buddhistiska skrifterna och som förmedlas av de nu levande buddhistiska lärarna, 2) reflektion över dessa lärdomar samt 3) meditativ utveckling och kultivering. Den tredje aspekten är den som anses leda till den äkta visdomen, den som leder till insikt i hur saker och ting ”verkligen är”. Alla buddhistiska inriktningar har genom övningar i hängivenhet någon meditativ aspekt som utförs av de flesta lekmän.
En vanlig form av meditation är samatha (lugn, sinnesfrid) som inbegriper att man fokuserar på ett särskilt objekt och på specifika aspekter av detta objekt. Allt eftersom koncentrationen stärks, utvecklas den medvetna närvaron (mindfulness). En annan form av meditation är vipassana (insikt), där fokus ligger på att utveckla insikt om den uppfattade verkligheten genom att man medvetandegör sin kropp och sitt sinne. I theravada görs detta genom organiserade meditativa övningar. I mahayana låter man analytiskt undersöka fenomen och detta kulminerar i en förståelse av sunyata.

#### Jhana/Dhyana
Jhana, eller Dhyana, betyder ”trans”, ”absorption” eller ”meditation”. I theravadatraditionen avser detta de fyra meditativa stadierna som leder till nirvana. I mahayana refererar det till det femte stadiet, paramita eller perfektionen.

#### Rena land-buddhismen
Inom rena land-buddhismen ligger fokus huvudsakligen på utövande av hängivenhet, men traditionen innehåller också övningar i meditation och kontemplation. Rena-landbuddhistisk sjungande recitation kan leda till djup koncentration med ett sinne som kontemplerar Amitabha Buddha och hans kvalitéer. I Kina praktiseras detta genom att recitera på olika vis, bland annat genom att recitera Nan-mo A-mit-tuo Fo. Ett annat utövningssätt är att visualisera Amitabha och Sukhavati (buddhan Amitabhas rena buddhafält) genom en serie av 16 genomförda meditationer.

#### Zen
Huvudartikel: Zen
Även om chan (japanska: zen) är en förkortad variant av dhyana/jhana är chan- eller zen inte enbart fokuserad på dhyana/jhana. Zen är också en meditationsform som utövas i ett bredare perspektiv. Dess tekniker syftar främst till att utveckla högt förädlade tillstånd av närvaro samt att kämpa med koans. Zazen, sittande meditation, inleds för nybörjaren oftast genom att denne fokuserar på sin andning genom att  räkna andetagen i syfte att stilla sinnet. När utövaren sedan har utvecklats till en tillräckligt avancerad nivå, övergår meditationstekniken till att man ”bara sitter” i ett försök att utveckla ännu högre nivåer av medveten närvaro.

#### Vajrayana
Visualiseringar är en central del av tantrisk meditation i vajrayana. Komplexa och starka visualiseringsövningar används för att lyfta sinnet till ett djupt tillstånd av lugn, för att man i detta tillstånd ska kunna fokusera på och identifiera ett bildspråk som ses som uttryck för sinnets basala äkthet. I nästa stadium av utveckling ska man kunna släppa taget om bildspråket för att kunna utveckla insikt om sinnets natur. Detta kan ses som en form av samatha- och vipassanameditation utvecklad genom generering och manipulering av mentala bilder.

### Munkar och nunnor

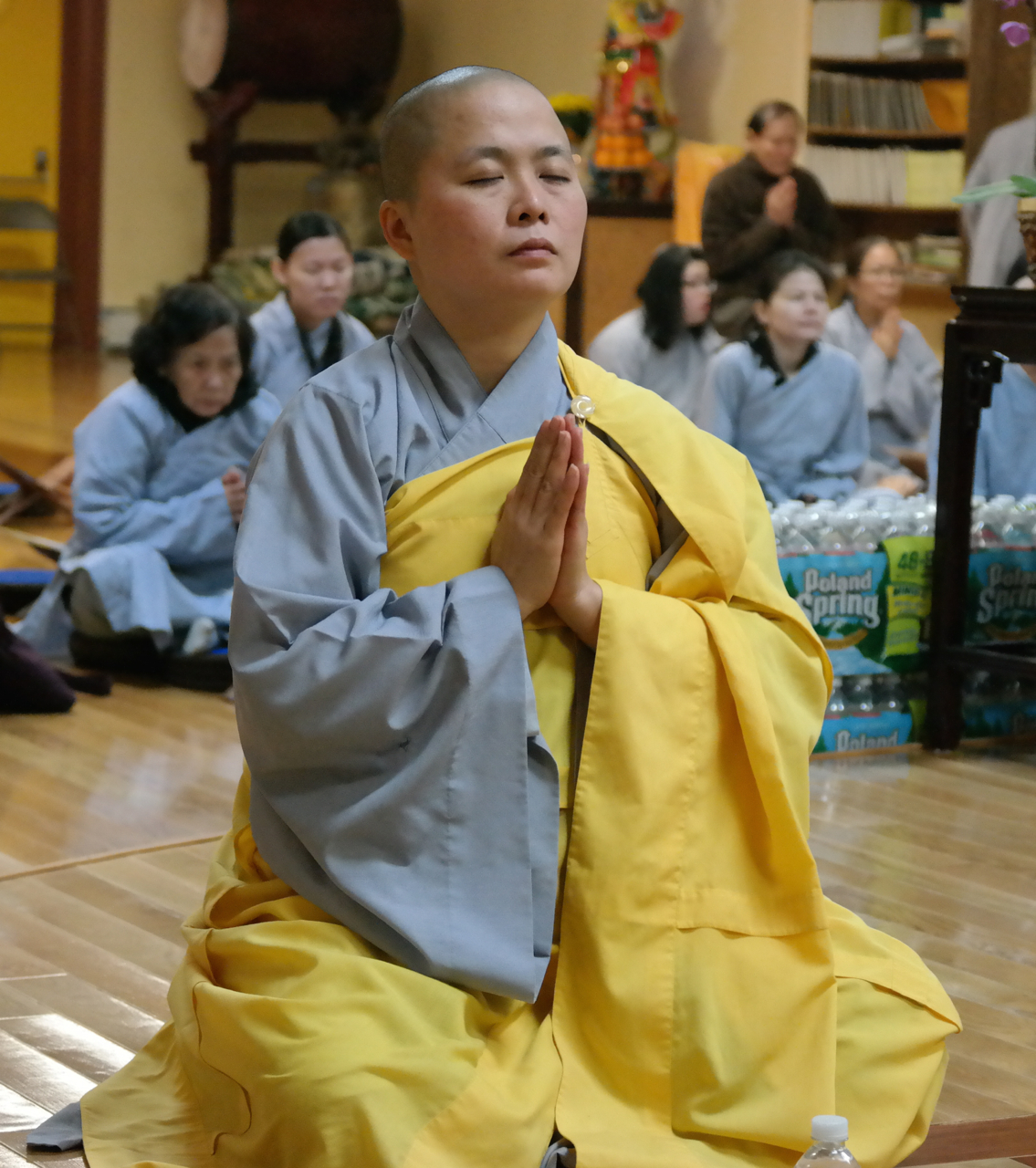
En nunna i Vietnam.

Munkar och nunnor lever enligt vinaya, en kategori av texter som bland annat innehåller en rad levnadsregler såväl för munkarna som för nunnorna. Regelsamlingarna benämns patimokkha (pali) eller pratimoksa (sanskrit), och varje regel kommer med en historia om varför den blev upprättad. I theravada har munkarna 227 regler, och nunnorna 311 regler, att leva efter. I vajrayana har munkarna 258 och nunnorna 366 regler, och i mahayana har munkarna 250 och nunnorna 348 regler.
Klosterlivet kan indelas i personliga, gemensamma och pastorala aktiviteter. Personliga aktiviteter innefattar bland annat att följa levnadsreglerna och att meditera och studera buddhismen (vilket kan inkludera studier i språk såsom pali och sanskrit). Munkar och nunnor har sedan tidig buddhism ofta specialiserat sig på antingen studier eller meditation.
Även om munkar och nunnor tillbringar en del tid i ensam meditation, är klosterlivet uppbyggt och understött av en livsstil baserad på gemenskap. De delar värderingar och ideal, och gemenskapen (sangha) stöder den andliga utvecklingen hos individerna medelst en solidaritet som uttrycks genom exempelvis att man lär varandra, ett ömsesidigt erkännande av orätta handlingar, och ett minimalt privatliv. Idealet är dessutom att allas ägodelar ska delas inom gemenskapen.
Buddhistiska munkar och nunnor har sedan länge haft goda relationer med lekmännen, bland annat genom att verka som goda exempel för dem. I theravadaländer är abboten som regel den mest respekterade och inflytelserike mannen i den by i vilken klostret är beläget, och han blir bland annat därför uppsökt för personliga råd i många ärenden. Dessutom undervisar munkar och nunnor lekmän i bland annat klostren, deltar vid begravningar och vid minnesstunder i hemmen. De buddhistiska klostren och de munkar och nunnor som är knutna till dessa, gör också lekmännen många andra tjänster, däribland förser dem som kommer till klostren med husrum, ger dem instruktioner i hur de bör meditera, leder ritualerna vid begravningar, och så vidare.

#### Skogskloster
Inom theravada är skogskloster ofta mer strikta än andra kloster, och de specialiserar sig i hög grad på meditation. Några vanliga karaktärsdrag hos utövare i dessa kloster är att leva enbart på mat från allmoserundor, att bara intaga ett mål mat om dagen, att detta mål förtäres omkring klockan 10, att äta enbart från allmoseskålen, samt att leva minst 800 meter från närmsta by. Några av de mest välrespekterade munkarna i Thailand har varit munkar inom denna tradition. Exempel på dessa är Ajahn Mun Buridatta (1870–1949) och hans lärjunge Ajahn Chah (1918–1992).

#### Japan
Under 800-talet avvisade Saicho, grundaren av den mahayanska traditionen tendai, de vanliga levnadsreglerna för munkar, och införde istället de 55 bodhisattvareglerna som återfinns i Brahmajala-sutra. Dogen, grundaren av soto zen, förespråkade också andra typer av regler än de traditionella vinayareglerna.
År 1872 bestämde den sittande regeringen i Japan att samtliga munkar i landet skulle få gifta sig. Som resultat av detta lever få av Japans munkar i dag i celibat; för nunnorna kvarstår dock bestämmelsen om celibat. År 1872 bestämdes det samtidigt att munkar också fick äta kött. Munkar inom zentraditionen förblir dock för det mesta vegetarianer, men munkar inom andra traditioner är kända för att både äta kött och dricka alkohol. Klosterlivet ses numera som en träning inför att bli en präst som utför ritualer vid exempelvis begravningar. Templen går generellt sett i arv från en generation till en annan.

## Buddhistiska skrifter

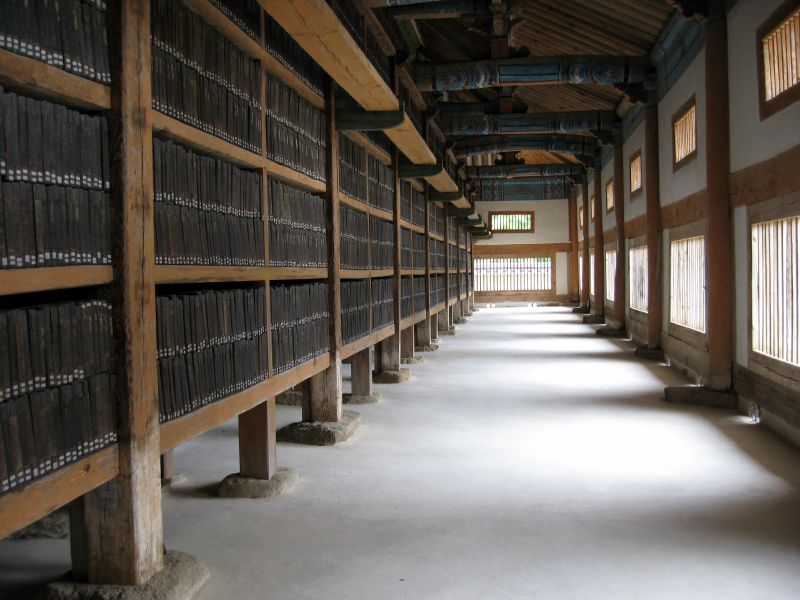
Tripiṭaka Koreana i Sydkorea, den kinesiska buddhistkanonen karvad in i över 81 000 träblock.

Dagens buddhistiska riktningar har inte samma skriftkanon. Theravada har en skriftsamling skriven på pali: palikanonen. Mahayana har den kinesiska kanonen, och vajrayana har den tibetanska kanonen. Alla dessa skriftsamlingar kan delas upp i ett system kallat tripitaka (sanskrit) eller tipitaka (pali), men i dagsläget används termen tripitaka främst för att referera till de tidiga buddhistiska skriftsamlingarna, och theravadas skriftkanon. Delar av de tidiga buddhistiska inriktningarnas tripitakor finns bevarade i den kinesiska buddhismens skriftkanon och den tibetanska buddhismens skriftkanon.